# Giuliana Berlinguer
Pour les articles homonymes, voir Berlinguer.
Giuliana Berlinguer, née le 23 novembre 1933 à Mantoue, Italie, morte le 15 septembre 2014 à Rome, est une écrivaine et cinéaste italienne.

## Biographie
Née à Mantoue en 1933, Giuliana Berlinguer est licenciée en droit et diplômée de l’Académie d’art dramatique. Elle épouse le frère d’Enrico Berlinguer, Giovanni Berlinguer, ancien leader de l’Union internationale des étudiants puis professeur de médecine et homme politique du Parti communiste italien puis des Démocrates de gauche.
Elle écrit et travaille pour la radio, puis pour la télévision italienne, réalisant notamment la série Nero Wolfe en 1970, puis L’esercito di Scipione (l'armée de Scipion) en 1978, Un vestito per un saggio (un habit pour un sage) en 1979, Episodi dalla vita di un uomo (épisodes de la vie d'un homme) en 1981, et Il disertore (Le déserteur) en 1983.
Elle participe à deux films collectifs, Un altro mondo è possibile (Un autre monde possible), et Lettere dalla Palestina (Lettres de Palestine),.
Giuliana Berlinguer écrit également plusieurs romans dont Una per sei (Une pour six ; prix Rapallo-Carige), en 1985, sur une mère de quatre enfants quittant le domicile conjugal, Il braccio d’argento (Le Bras d’argent), en 1988, sur un jeune garçon enlevé par les pirates et émasculé qui devient le fils adoptif de Barberousse, La soluzione (La Solution), en 1990, une femme s’interrogeant sur la vacuité de sa vie, et Il mago dell’Occidente (Le Magicien de l'Occident), en 1997, consacré à Matteo Ricci,.
Elle meurt en 2014 à Rome .

## Filmographie

### Réalisatrice de cinéma
- 1983 : Il disertore
- 2001 : Un altro mondo è possibile (documentaire collectif sur les émeutes anti-G8 de Gênes de 2001)
- 2002 : Lettere dalla Palestina (it) (film collectif)
- 2004 : Ecuba, coréalisé avec Irène Papas